# Ruta Estatal de Nevada 667
La Ruta Estatal de Nevada 667, y abreviada SR 667 (en inglés: Nevada State Route 667) es una carretera estatal estadounidense ubicada en el estado de Nevada. La carretera inicia en el Sur desde la US 395     en Reno hacia el Norte en la I 80     en Sparks. La carretera tiene una longitud de 7,2 km (4.468 mi).

## Mantenimiento
Al igual que las autopistas interestatales, y las rutas federales y el resto de carreteras estatales, la Ruta Estatal de Nevada 667 es administrada y mantenida por el Departamento de Transporte de Nevada por sus siglas en inglés Nevada DOT.

## Cruces
La Ruta Estatal de Nevada 667 es atravesada principalmente por la  SR 653  SR 648   en Reno.